# Scott Hamilton (jogador de rugby)
Scott Elliot Hamilton (Christchurch, Nova Zelândia, 4 de março de 1980) é um jogador de rugby neozelandês. Atualmente joga no Leicester Tigers.